# Nakamura Kichiemon I
 (décembre 2021).
Le contenu est difficilement compréhensible vu les erreurs de traduction, qui sont peut-être dues à l'utilisation d'un logiciel de traduction automatique.
Nakamura Kichiemon I (初代中村吉右衛門, Shodai Nakamura Kichiemon), né le 24 mars 1886 – mort le 5 septembre 1954, est un comédien du répertoire kabuki. En 1945, il devient le plus ancien acteur kabuki encore en activité au Japon.

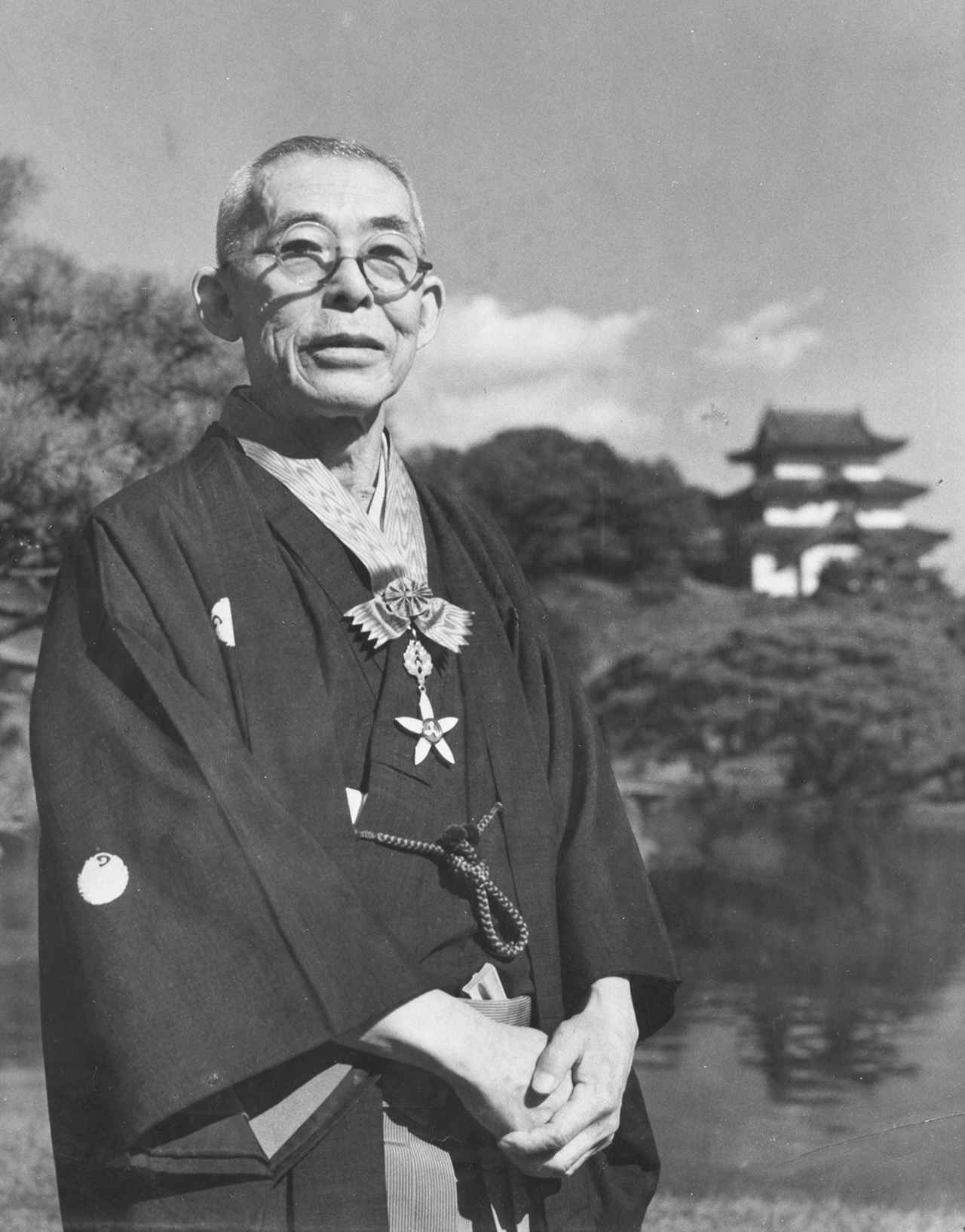
Nakamura Kichiemon I portant le signe du grand ordre de la Culture.

Kichiemon interprète sa carrière en termes d'« étude de vie » (gei) de ce qui ne peut être vu dans une représentation d'acteur.
Nakamura Kichiemon est un nom de scène formel. L'acteur apparaît pour la première fois sous ce nom en 1897 et continue de le porter jusqu'à sa mort.
Il est le grand-père maternel de Nakamura Kichiemon II. Dans le monde conservateur du kabuki, les noms de scène sont transmis de père en fils dans un système formel qui convertit le nom de scène kabuki en une marque de réussite. En choisissant d'être connu par le même nom de scène que son grand-père, le comédien kabuki honore les liens ancestraux et les traditions de sa famille .
Au cours d'une longue carrière, il a interprété de nombreux rôles dont celui de Matsuō-maru dans la production de Sugawara Denju Tenarai Kagami au mois de juillet 1951.

## Honneurs
- Académie japonaise des arts
- Ordre de la Culture, 1951 [3]

## Source de la traduction
- (en) Cet article est partiellement ou en totalité issu de l’article de Wikipédia en anglais intitulé « Nakamura Kichiemon I » (voir la liste des auteurs).